# Konkurs (missile)
Il Konkurs (nome in codice NATO: AT-5 Spandrel) è un missile anticarro sovietico. Si tratta di un'arma anticarro teleguidata a lungo raggio, con una forte somiglianza al precedente AT-4 Spigot (9M111 Fagot).

Infatti, ha una equivalenza diretta con il missile HOT, fratello maggiore del MILAN.

## Il progetto
Il progetto è stato sviluppato in Russia, dalla Tula Machinery Design Bureau (Tula KBP), a partire dal 1962, come missile anticarro, sulla scorta del precedente AT-4 Spigot, a guida SACLOS.

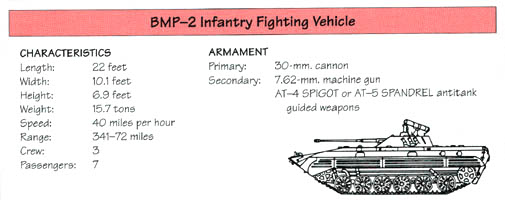
Carro BMP-2, equipaggiato con missili AT-5 Spandrel.

Il progetto è stato ripreso dall'Iran nel 2000, con la realizzazione del Towsan-1/M113.

## Impiego
Essenzialmente usato da veicoli come il BMP-2, il BRDM-2 e BMD-4. Stranamentenon ha impiego con elicotteri.

## Paesi utilizzatori
- Bulgaria
- Cecoslovacchia - prodotto su licenza
- Croazia
- Comunità degli Stati Indipendenti
- Hezbollah
- Indonesia
- India
- Iran
- Marocco
- Perù
- Polonia
- Romania
- Rep. Ceca
- Stati Uniti - solo per addestramento
- Slovacchia
- Turchia
- Ucraina
- Ungheria
- Unione Sovietica